# Фінал чемпіонату Європи з футболу 1992
Фінал чемпіонату Європи з футболу 1992 — футбольний матч, у якому визначався переможець чемпіонату Європи з футболу 1992. Матч відбувся 26 червня 1992 року на стадіоні Уллеві у місті Гетеборг, Швеція. У матчі зустрілися збірні Данії та Німеччини. Перемогу у матчі з рахунком 2:0 здобула данська збірна.